# Lilla Bebesiri
Lilla Bebesiri, eller Patara Bebesiri (georgiska: პატარა ბებესირი), är en sjö i Georgien. Den ligger i Abchazien, i den västra delen av landet. Lilla Bebesiri ligger 16 meter över havet.